# Vadugapatti (Theni)
Vadugapatti è una suddivisione dell'India, classificata come town panchayat, di 12.353 abitanti, situata nel distretto di Theni, nello stato federato del Tamil Nadu. In base al numero di abitanti la città rientra nella classe IV (da 10.000 a 19.999 persone).

## Geografia fisica
La città è situata a 10° 05' 03 N e 77° 34' 13 E.

## Società

### Evoluzione demografica
Al censimento del 2001 la popolazione di Vadugapatti assommava a 12.353 persone, delle quali 6.256 maschi e 6.097 femmine. I bambini di età inferiore o uguale ai sei anni assommavano a 1.376, dei quali 724 maschi e 652 femmine. Infine, coloro che erano in grado di saper almeno leggere e scrivere erano 9.103, dei quali 5.133 maschi e 3.970 femmine.